# انترناسیونال سوسیالیست
انترناسیونال سوسیالیست (به فرانسوی: Internationale Socialiste) یک انجمن جهانی از احزابی است که غالباً خواهان برقراری دموکراسی سوسیالیستی هستند. غالب اعضای آن از احزاب سیاسی سوسیال دمکرات و کارگری هستند. رئیس فعلی این نهاد پدرو سانچز، نخست‌وزیر اسپانیا است. این نهاد هم‌اکنون بیش از ۱۶۰ عضو از ۱۰۰ کشور جهان دارد.

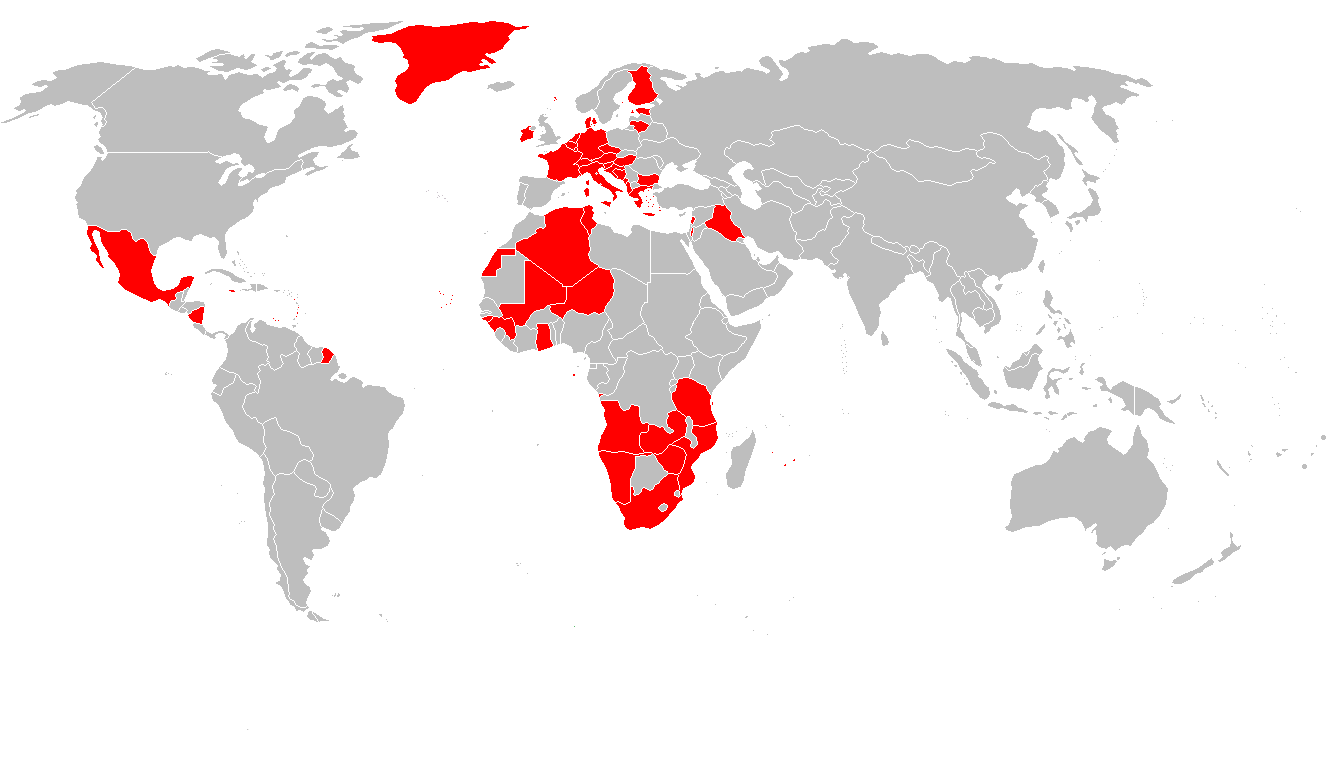
کشورهایی که عضوی از انترناسیونال سوسیالیست در آن قدرت را در دست دارد یا عضوی از دولت ائتلافیست.

## احزاب برجسته
- پاکستان: حزب مردم پاکستان
- بریتانیا_ حزب کارگر
- هند حزب کنگره ملی _ حزب کمونیست مارکسیست هند
- آرژانتین حزب سوسیالیست
- فرانسه_حزب کارگران سوسیالیست
- اسپانیا حزب کارگران سوسیالیست
- ایران - حزب دموکرات کردستان ایران

و
حزب کومله کردستان ایران
- عراق حزب اتحاد میهنی کردستان
- روسیه _ حزب سوسیالیست انقلابی
- اتریش_حزب سوسیال دموکرات
- ترکیه حزب جمهوری‌خواه خلق
- آذربایجان_حزب خلق آذربایجان
- ایتالیا_حزب سوسیالیست ایتالیا
- برزیل _حزب سوسیالیست پیشرو